# Sulfomethylierung
Die Sulfomethylierung ist eine Reaktion von Sulfonamiden, Phenolen, Aminen oder Säureamiden mit Formaldehyd und Natriumhydrogensulfit, die unter Abspaltung von Wasser zu Sulfomethylalkalisalzen der Ausgangsverbindung reagieren. Formal wird dabei ein Wasserstoff durch eine Alkalisulfomethylgruppe (–CH2SO3M) ersetzt. Als Reaktanden eignen sich ebenfalls Lignin oder Polymere. Die Produkte finden Anwendung als wasserlösliche Farbstoffe, Ionentauscher oder Harzimpregnierungen. Einige Produkte eignen sich als waschaktive Substanzen. 
{\displaystyle {\ce {RSO2NH2 + CH2O + NaHSO3 -> RSO2NHCH2SO3Na + H2O}}}
Die Reaktion ist mit der Mannich-Reaktion verwandt.